# 戴公 (衛)
戴公（たいこう、紀元前?年 - 紀元前660年）は、衛の第20代君主。黔牟の弟の昭伯（頑）の子。

## 生涯
昭伯と宣姜の子として生まれる。
懿公9年（前660年）12月、懿公が翟（てき：狄）の侵攻を受けて戦死すると、都の朝歌を放棄した民衆730人は共・滕から逃れてきた民衆と合流し、計5千人を引き連れて曹（現在の河南省滑県）に遷都し、姫申（以降は戴公と表記）を衛君に立てて行宮（あんぐう）を設けた。このとき斉の桓公は公子無詭（むき）を遣わし、戦車300乗、甲士（歩兵）3千人を率いて曹を守らせた。さらに斉の桓公は戴公に乗馬、祭服5称、牛・羊・豕（ぶた）・鶏・狗（いぬ）を300、門材を贈り、夫人にも魚軒（夫人用の車）、重錦（漁皮で飾った錦）30両を贈ってやった。戴公はその年に薨去し、弟の燬（き）が立って衛君（文公）となった。

## 参考資料
- 『春秋左氏伝』（閔公二年）
- 司馬遷『史記』（衛康叔世家第七）